# Robert Brownjohn
Robert Brownjohn (* 8. August 1925 in Newark, New Jersey; † 1. August 1970 in London, England) war ein US-amerikanischer Grafikdesigner. Bekannt wurde er insbesondere durch sein Titeldesign der beiden James-Bond-Filme Liebesgrüße aus Moskau (1963) und Goldfinger (1964).

## Leben
Brownjohn wurde am 8. August 1925 als Sohn britischer Eltern in Newark, New Jersey geboren. Sein Vater starb 1937 als Brownjohn gerade einmal 12 Jahre alt war. Er besuchte ein Jahr lang das Pratt Institut im nahgelegen Brooklyn. 1944 erhielt er einen Platz am Institute of Design in Chicago. Seine Kollegen beschrieben Brownjohn als „Wunderkind“. In seiner Freizeit beschäftigte er sich mit Marihuana und Heroin und besuchte viele Jazzclubs der Stadt Chermayeff. Nachdem Brownjohn im Mai 1948 einen B.A. in Architektur erhalten hatte, arbeitete er zunächst als Architekturplaner in Chicago, bevor er anschließend an das Institut zurückkehrte, um seine eigenen Kurse an der Abendschule zu unterrichten. Er arbeitete als freiberuflicher Designer bei verschiedenen Zeitschriften, darunter Esquire.
1951 kehrte Brownjohn nach New York City zurück, um seine Karriere als Grafikdesigner voranzutreiben. In den kommenden fünf Jahren arbeitete er freiberuflich und realisierte verschiedene Projekte.
Durch seine Leidenschaft zur Jazzmusik freundete er sich mit Miles Davis an. Brownjohn begab sich immer tiefer in die Jazz Szene und wurde ernsthaft heroinabhängig.
1956 heiratete er Donna Walters. Das Paar bekam eine Tochter, Eliza. Im folgenden Jahr gründete Brownjohn zusammen mit seinen Designerkollegen Ivan Chermayeff und Tom Geismar die Firma Brownjohn, Chermayeff & Geismar. Seine Projekte waren unter anderem für Firmen wie Pepsi - Cola Company tätig.
1959 löste sich das Unternehmen Brownjohn, Chermayeff & Geismar auf, da Brwonjohns Drogenkonsum eskalierte.
1963 und 1964 war Brownjohn als Titeldesigner an den James-Bond-Filmen Liebesgrüße aus Moskau und Goldfinger beteiligt.
Im Jahr 1969 illustrierte er das Cover des Rolling-Stones-Albums Let It Bleed.
Brownjohn starb am 1. August 1970 im Alter von 44 Jahren. Er hatte seinen Drogenkonsum nie in den Griff bekommen.